# 歐巴馬執政期間提出的醫療改革方案
歐巴馬執政期間提出的醫療改革方案（英語：Health care reforms proposed during the Obama administration），主要是針對醫療保險的成本和覆蓋的範圍，包括肥胖症和慢性病的預防和治療、防禦性醫療、侵權法改革、獎勵提供更多的護理相較於提供更好的護理、多重支付系統改革、稅收政策、醫療衛生資源配給、醫生和護士短缺問題、過度治療相較於臨終關懷、醫療詐欺，和醫療成像技術的合理利用等。
其中第一個被美國國會通過的是《患者保護與平價醫療法案（PPACA, 或ACA）》，這項法案起源於參議院，後來在2010年3月21日由眾議院以修正案形式通過（219票對212票）。歐巴馬總統於2010年3月23日簽署成為法律。路透社和美國有線電視新聞網對這項法案及生效的年份做過總結報導。

## 概論

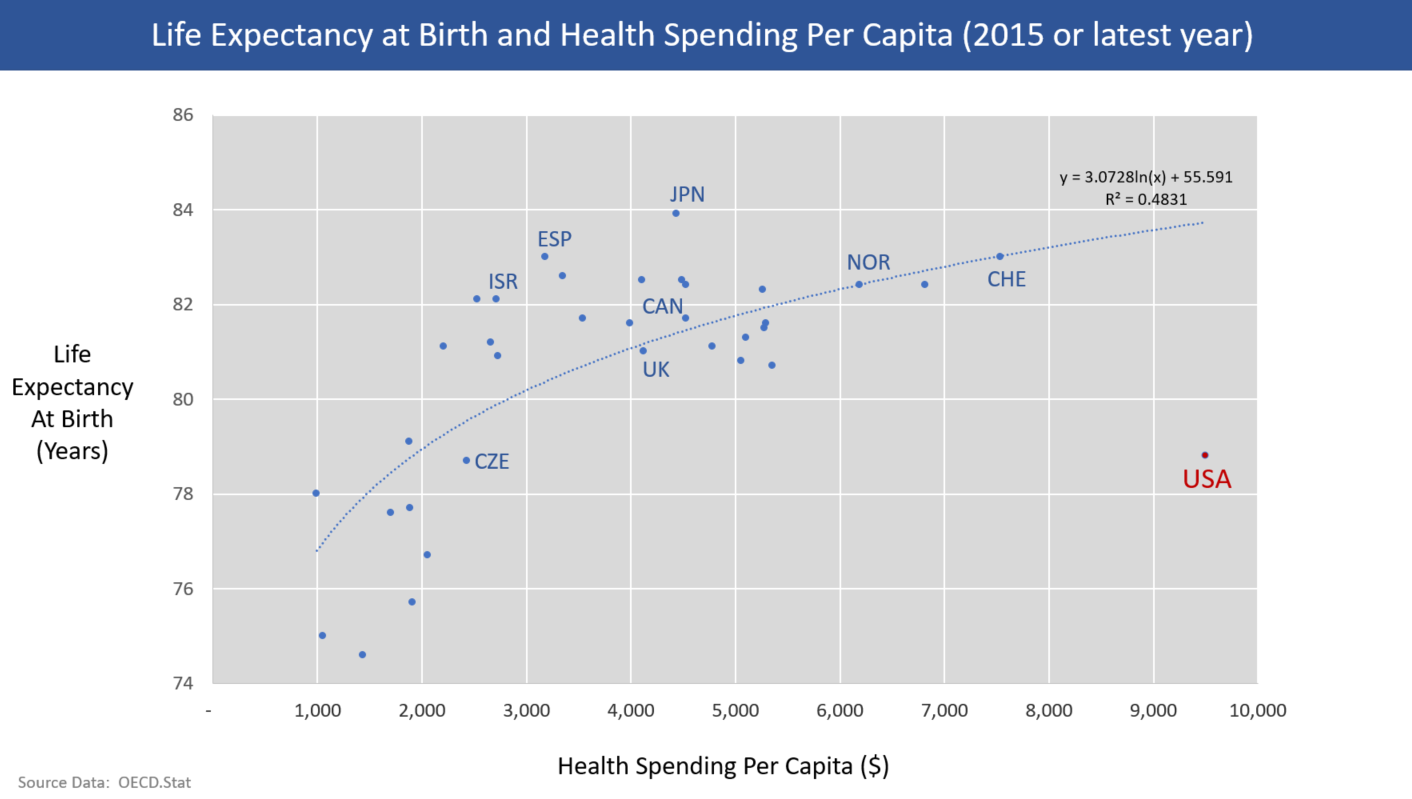
圖表，顯示經濟合作與發展組織（OECD）國家人口在2015年出生時的預期壽命，以及人均醫療衛生成本。美國是一個離群值，花費高，預期壽命短。

多年來有個別的改革方案被提出，企圖改善美國的醫療系統，包括修改管理醫療保險公司的反托拉斯法以增加醫療衛生技術的使用、侵權法改革、到醫療衛生服務的配給。也有不同的總體策略曾被提出。
美國國家醫學院在2012年9月報告說，美國每年有可避免，卻被浪費掉的醫療衛生費用，高達7,500億美元（請參考美國醫療衛生的價格）。其中包括：不必要的醫療照顧（每年2,100億美元）、護理服務效率低下（1,300億美元）、超額行政費用（1,900億美元）、灌水的費用（1,050億美元）、無效的預防醫學（550億美元）、和詐欺行為（750億美元）。
歐巴馬總統在2009年6月的演講中，概述他的改革策略。他提到建立電子病歷系統、預防發生昂貴費用的疾病、減少肥胖症，把醫生的激勵措施從注重護理的數量轉移到注重品質、用捆綁式付款方式作支付（而不對單一特定治療做支付）、認真找出並傳達最具成本效益的治療方法、以及減少不必要的防禦性醫療。
歐巴馬總統在2009年9月的國會聯席會議演說中，進一步描述他的計劃。包括：不產生赤字、不允許保險公司根據投保者既有身體狀況做差別待遇、為自付費用設立上限、為個人和小型企業建立一個醫療保險市集、提供個人和小公司的稅收抵免、設立獨立委員會以揪出詐欺，浪費和濫用、和進行醫療事故改革，等等。
美國行政管理和預算局（OMB）總監 Peter R. Orszag在2009年11月的一次新聞採訪中，對歐巴馬政府策略的幾個面向作描述："為遏制[聯邦醫療保險和聯邦醫療補助]長期成本增長趨勢，我們需要一個數位化的醫療系統...可利用其中的資訊迅速評估，並且根據醫療品質，而非數量來付費，同時也鼓勵做疾病預防和促進身體健康。"，Orszag還主張運用捆綁式支付和建立盡責護理組織，根據醫生的團隊合作和患者治療的成果來做獎勵。
梅奧醫院總裁兼首席執行官Denis Cortese提倡一個引導改革的總體策略。他說，美國大眾已有共識，認為需要做改革，所以有機會去重新設計醫療衛生系統。他闡明他策略的四個"支柱"是：
- 關注價值，價值的定義為花下成本，要得到足夠的服務品質；
- 金錢的激勵要與得到的價值等比；
- 覆蓋遍及全民；
- 建立能夠長期改善醫療體系的機制，價值才能提高。

外科醫生阿圖·葛文德在週刊《紐約客》上撰文，把服務系統和支付系統兩者區分，服務系統是指提供醫療服務的方式，支付系統是指支付服務費用的方式。他認為，改革服務系統，在達成控制成本方面甚為重要，而改革支付系統（例如，由政府，或是由私人保險公司來支付）的重要性則沒那麼大，卻引起不成比例的關注。葛文德認為"至少要花費十年"才能讓服務系統有顯著的改進，而達到節約的目的。他建議實施改變，以解決過度治療的問題。把激勵措施重新聚焦在價值，而非利潤之上；對各醫療衛生提供者的治療成本做比較分析，以找出最佳實踐。他認為這是需要反復的做以累積經驗，而且應由"國家級醫療衛生機構"來管理，達成分析和傳達改善的機會。
聯邦基金會對15種聯邦政策方案做過研究後後，結論是這些方案有潛力在未來10年內把醫療衛生的支出減少1.5兆美元。這些方案包括增加運用衛生信息技術、針對做醫療決策的研究提供激勵措施，減少吸菸行為和降低肥胖症發生、對醫療機構的支付方式做改革以促進效率、限制聯邦對醫療保險的保費給予稅收豁免，以及改革-例如重置聯邦醫醫療保險優勢計劃的基準費率，並讓美國衛生及公共服務部（DHHS）參與藥品議價。基金會報告的作者建模，把這些改革與全民醫療衛生結合，觀察效果。得到的結論是，控制醫療衛生成本沒萬靈丹，需要從多方面著手才能取得有效的進展。
2010年2月，歐巴馬總統更新他的改革建議，對當時通過的法案做了部分修正。

## 美國醫療衛生費用

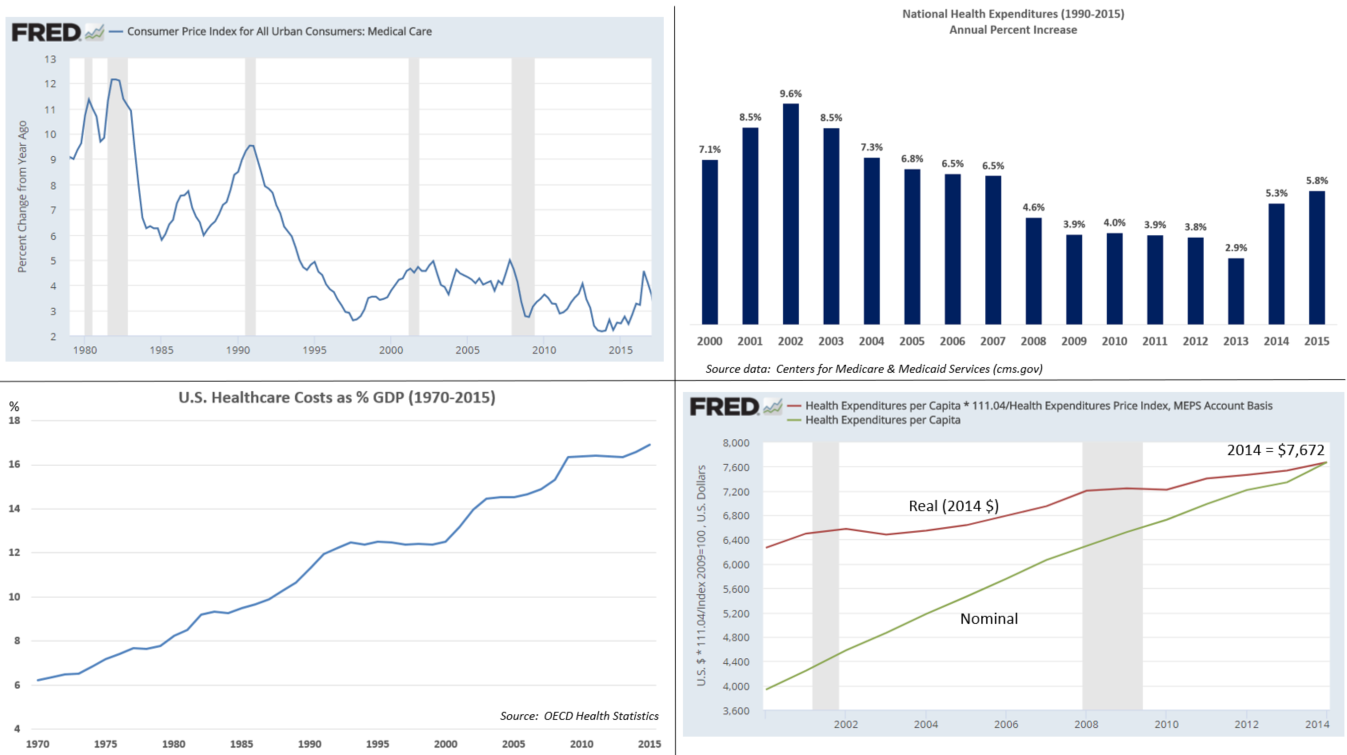
美國醫療費生費用成本資訊，包括改變比率、人均支出、還有 GDP的佔比。

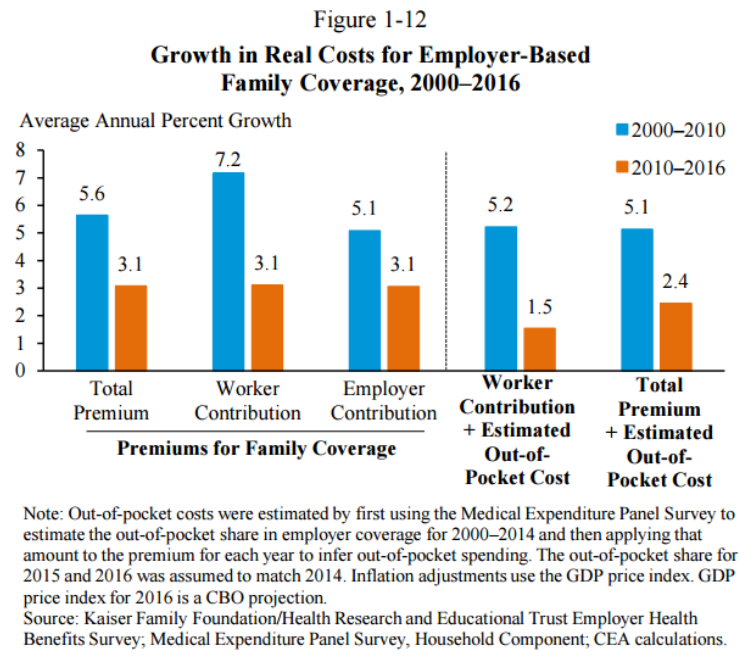
雇主提供的家庭醫療保險保費費率（期間1999年到2004年）。2014年的3%增長率是16年中最低的一次。

美國在2010年的醫療衛生總支出佔GDP的17.6％，比2009年的17.7％略有下降，但仍是OECD國家中的第一名，比OECD國家平均的9.5％高出8%。緊隨美國之後的是荷蘭（佔GDP的12.0％）、法國和德國（均為GDP的11.6％）。2010年，美國的人均支出為8,233美元，是OECD平均水準3,268美元（按購買力平價指數調整後）的兩倍半。緊隨美國之後的是挪威和瑞士，人均花費超過5,250美元。美國人的費用是相對富裕的歐洲國家（例如法國，瑞典和英國）的兩倍以上。
美國在2010年和2011年期間，醫療衛生費用增長率減緩。原因有爭議，包括與經濟衰退相關的延遲就診、到保險費用長期趨於降低、和減少醫療機構的建設以及醫療設備的支出。
聯邦醫療保險和聯邦醫療補助服務中心（CMS）在2013年報告中說，自2002年以來，年度醫療衛生費用的增長率一直在下降。但是人均費用仍在上升之中。自2000年以來，人均成本平均每年增長 5.4％。相對於GDP的佔比已從2000年的13.8％上升到2009年的17.9％，在2010年和2011年則維持在相同的水準。
有些研究報告嘗試解釋費用年增長率下降的原因，包括：
- 2008年到2012年期間，經濟衰退，失業率上升，消費者購買醫療保險的能力受限；
- 患者自付費用增加；
- 患者自負額（又稱免賠額）急劇上升。人們必須自己承擔更多醫療費用，通常會迫使他們減少支出；和
- 由雇主贊助的醫療保險，僱員負擔的自負額從2006年的約50%，攀升到2012年的約75%。[21][22]

醫療衛生費用增加，也讓薪資增長停滯，公司為員工負擔醫療保險費，是當作員工福利支出，而不是薪資支出。彭博社在2013年 1月的報告說："衛生經濟學家對此事會有共識-就是雇主提供的醫療保險福利也算是薪資的一部分。如果醫療保險價格便宜，或者市場結構讓大多數人得自己購買醫療保險，而非透過雇主取得，人們的實質薪水會較高，調薪也會較高。" 

## 最佳實踐

### 獨立諮詢小組
歐巴馬總統提議設立"獨立聯邦醫療保險諮詢小組"（IMAC），就聯邦醫療保險（Medicare）的報銷政策和其他改革提供建議。在眾多工具中，比較效益研究是IMAC使用的一種。IMAC的概念獲得幾位著名醫療政策專家支持，OMB總監Peter Orszag把這些專家一封支持的信件中的內容總結為：
這些專家對IMAC提案的支持，強調健康分析家已對問題有所認識：朝著強調品質，而非數量的體系轉變，立法的主要目標應該是建立適當的機構（例如說IMAC），與時俱進。最終，醫療衛生市場的演進，如果欠缺能長期控制成本的機制，那麼在財政政策上的其他作為都不會那麼重要，因為到頭來聯邦預算會被上漲的醫療成本所壓垮。
梅奧醫院的Denis Cortese和阿圖·葛文德都認為，像這樣的小組對於醫療機構改革和提高價值都極為重要。《華盛頓郵報》專欄作家戴維·伊格納修斯也建議歐巴馬總統延攬像Denis Cortese這樣的人，讓他們在推動改革中能發揮更積極的作用。

### 比較效益研究

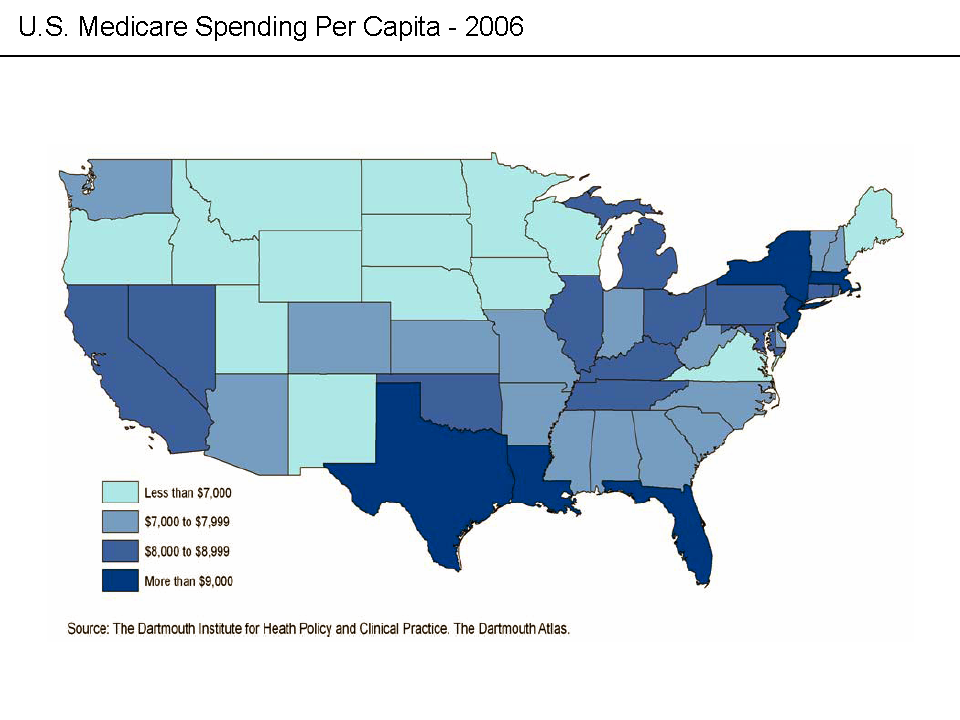
在2006年，聯邦醫療保險的人均支出在不同的州之間有顯著的差異。

不必要的醫療衛生（即過度使用）指超過患者實際上的需要，給予過多的測試，或給予過多的治療。對於已有的醫療狀況，通常有幾種治療方法可供選擇，而不同療法之間的費用成本差異甚大，但效果並無統計學上的差異。經過比較效益研究，就能提供維持或改善護理品質的機會，而同時把成本大幅降低。
根據經濟學家彼得·戴蒙德和美國國會預算辦公室（CBO）所引用的研究，美國的人均醫療衛生費用也因地理位置和醫療機構的不同，而有很大的差異，但治療成果在統計學上的差異或是沒有，或者是所差無幾。比較效益研究顯示，是有把成本顯著降低的機會。Peter Orszag 說："如果可把高，或中成本地區的支出水準降到像低成本地區的一樣，Medicare的成本可節省近30％，而又不會產生負面的影響。"

### 前導計畫
葛文德寫道，歐巴馬的醫改計劃包含各種前導計劃，就長遠的觀點來看，這些計劃會對成本和品質會發生重大影響，但並未納入CBO的成本估算之中。他說，這些前導計劃幾乎涵蓋每位醫療衛生專家所提倡的想法（醫療事故/侵權法改革兩項除外）。他描述當年美國如何面對農業成本問題-1900年的美國，有將近40％的家庭可支配收入是花費在購買食物之上。有了聯邦機構美國農業部和許多先導計劃，食物生產率大幅提高，生產成本隨之降低。他寫道：
目前Medicare和聯邦醫療補助（Medicaid）無視治療結果如何，都支付相同的金額給醫生。但是，如果有個前導計劃，醫生在提供低成本而高品質的服務，就可得到較高的報酬，反之，醫生就得到較差的報酬。有項計劃，如果醫院能改善患者心臟衰竭、肺炎、和手術後的狀況，就可得到額外獎金。有項計劃，對有高醫療照顧相關感染發生率的機構處以罰款。另有一項計劃，實驗一種根據居家照護和康復護理品質而定的罰款和獎勵制度。另有實驗則把開立藥物從按服務收費（Fee-For Service，簡稱為FFS）計費方式中剔除。又有實驗，對於手術相關的住院和門診，採用捆綁式付款條款，只支付總共三十天的費用。這樣會促使臨床醫生努力，讓治療護理更順暢，並減少併發症發生。一項先導計劃更為先進，鼓勵醫生組成“盡責護理組織”，包辦患者的各項需求（包括預防醫學），這樣一來，需要動手術的患者就可減少。只要這些小組達到服務的質和量的門檻，即可分享他們所節省費用的部分。法案對系統其他部分也做修改。有些條款是透過行政改革的方式來提高效率，例如，要求醫療保險公司建立統一的保險理賠模式，以減輕醫生的文書工作。也有社區衛生計劃的實驗。立法還繼續提供經費做比較效益研究，即針對同一疾病的不同治療方法之間作比較，找出最成功的治療方式，治療時越少的失敗，就代表可以省錢。

### 預防策略
多採用預防醫學措施（例如定期看醫生）也是減少支出的方法。官方對全民醫療衛生措施作評分時說，大部分的節省，會從提供預防醫學服務給無醫療保險覆蓋者而產生。加拿大是提供全民醫療衛生服務的國家（包括預防醫學），他們發現，只需增加合適的，同時又減少沒必要的預防措施，總支出可因此減少40％。
一名沒醫療保險的癌症患者，被診斷出已進入第四期（請參考：癌症分期），入院治療，在幾個月內會產生超過50萬美元的治療費用，這種費用必須由其他消費者共同承擔，如果同一患者做了癌症篩檢，在罹患第一期時就被發現，治療成本會大幅降低。預防醫學通常是為從未生過病的人所提供，而在這些人生病的時候，就靠醫療衛生費用來負擔部分成本。
預防肥胖症和超重是降低醫療成本的兩個重要項目。美國疾病管制與預防中心（CDC）報告說，在1998年的醫療費用裡面，大約有9％是花費在治療超重和肥胖症，按2002年的美元計算，金額高達930億美元。其中近一半的費用由經由Medicare或Medicaid支付。但是CDC估計，到2008年，這類成本幾乎會增加一倍，達到1,470億美元。CDC列出一系列易由肥胖導致的昂貴疾病，並發布一系列預防過重的策略，包括：讓健康飲食容易取得、推廣健康食物、鼓勵孩子們運動、和維持安全社區以利體育活動的進行。在2007年，估計有26％的美國成年人過胖，而2005年的比率為24％。各州人口肥胖率介於18％至30％之間。男性和女性的肥胖率大致相同。有人提出所謂的"脂肪稅"，以鼓勵人們採取更健康的生活方式，或者對被認為有助於肥胖的產品（例如軟性飲料）徵稅，或者對肥胖的人徵稅，就像日本做的一樣。2010年10月發布的一項由康奈爾大學和埃默里大學提出的研究報告，估算的治療肥胖醫療費用約為1,680億美元，占美國醫療費用總數近17％。平均每個肥胖者估計需要花費2,400美元。
但是，健康的人因為壽命長，終生累計的費用最高。在荷蘭所做的一項研究顯示："直到56歲，有過重問題的人年度醫療費用最高，而健康的人費用最低。在老年人中，吸菸的人的年度醫療費用最高。但是，由於預期壽命的差異（同樣在20歲，與健康的人相比，肥胖者的預期壽命少5年，吸菸者則少8年），健康的人的終生總醫療衛生支出最大，吸菸者最低，肥胖者居中。"

### 免除不必要的檢測
在2012年4月，有9個醫學會，找出45種常用的檢測方法，這些檢測未能提供給患者任何好處，或者實際上是有害的。這是霍華德·布羅迪博士在2010年發表的一篇文章中所建議，而經人完成的研究。這9個醫學會花費幾個月分析和審查醫學文獻之後，製作出無必要檢測的清單。《紐約時報》編輯寫道："免除無必要的護理不是在做醫療衛生服務的配給，而是合理的醫學和經濟學作為。"
有一項在 2012年 7月提出的說法，因為消費者不論有無好處，但要求更多的醫療衛生服務，而導致他們的成本水漲船高。

### 花費高昂的慢性病
CBO在2005年5月的一份報告說："醫療保險費用使用高度集中，少數患者佔Medicare年度支出中很大部分。2001年，參加Medicaire中按服務收費的受益人中，成本最高的5％，佔總支出的43％，而成本最高的25％...佔總支出的85％...這些高成本的患者與支出最低的75％的患者相比，年齡稍大一些、可能罹患有諸如冠狀動脈疾病和糖尿病之類的慢性病、並有可能會在當年內過世。"
這種費用集中度的情況，提供給利用資源去治療主要疾病的機會。Peter Orszag在2011年5月寫道："事實在於對未來醫療衛生費用的控制，需要採取多種方法，特別是醫療衛生提供者對於患者應有充分的資訊、並採用最佳實踐、同時提供誘因，讓患者受到良好良好照護，尤其是在處理花費高昂的疾病。” 

## 利用市場機制的解決方案

### 通過健康券系統把醫療保險私有化
共和黨眾議員保羅·萊恩所提出的《通往繁榮之路:美國未來路線圖》，是一系列的預算改革。他在2010年1月版本的提案中，包括把Medicare轉換成健康券系統，個人獲得健康券，然後利用健康券到私人市場購買醫療保險。即將退休的人或剛加入Medicare的人不受影響。這個提案把所影響的範圍用一系列圖標顯示。經濟學家們對於提案中的一些特點，有讚揚，也有批評。CBO也對這項提案做過部分評估。

### 對保險公司反托拉斯法改革
一些保守主義人士主張自由市場改革，例如打破美國各州對保險和相關許可的壟斷，允許消費者跨州購買其他州業者提供的醫療保險。
美國政府問責署（GAO）根據2000年的數據提出的報告中說："每個州小型團體市場中，醫療保險業者家數的中位數為28家，範圍從夏威夷州的4家到印第安納州的77家。最大一家保險業者的市場佔有率中位數約33％，範圍從德克薩斯州的約 14％到北達科他州的約89％。" 
GAO在2008年的報告（大部分使用2007年的數據）："每個州小型團體市場中醫療保險業者家數的中位數為27家。小型團體市場中最大一家公司的市場佔有率的中位數約為47％，範圍從亞利桑那州的約21％到阿拉巴馬州的約96％。在提供市場佔有率資料的 39個州中，其中31個州，排名第一的醫療保險業者的市場佔有率為三分之一（或更高）。在小型團體市場裡面最大的5家業者，他們的數字合併後，在34個州的市場佔有率是四分之三（或更高），在其中23個州中，它們佔有90％以上的市場..... 在其中38個州中所有藍十字藍盾協會醫療保險業者的市場佔有率中位數約為51％，而2005年報告的中位數為44％，2002年報告的中位數則為34％。” 
經濟學家保羅·克魯格曼認為，允許醫療保險業者做州際間競爭會造成"競相沉淪"，其中法規最鬆散的州（例如允許保險公司拒絕為家庭暴力受害者提供保險的州）-會在全國立下惡例。結果就是受苦難者更受苦難，讓已有既有身體狀況的美國人的生活更加艱難。"

### 醫生激勵機制改革
批評者認為，醫療衛生系統中有多種誘因會產生高價費用的行為。其中兩項是：
1. 通常醫生的報酬是靠提供服務的次數，而不是固定薪水。這種系統（按服務收費）會提供誘因，讓醫生用增加服務次數來達到增加收入的目的。
2. 已有充分保險的患者沒有經濟上的誘因去選擇可降低費用的治療方式。總體效果是所有人的保險費會被拉高。

葛文德認為："我們的按服務收費系統，把患者護理中的每人/每件事都分別計算費用，這是錯誤的誘因：為多做，而不是正確的做提供獎勵，導致文書工作增加，重複作業發生，而不去鼓勵醫生共同努力以取得最好的治療結果。"
葛文德引用一位外科醫生所說："當醫生不當醫生，而成為生意人時，我們就是走錯路了。"葛文德指出在高醫療成本地區，醫生使用各種增加收入的方法，和增加利潤的的措施，而造成過度治療的現象。他拿來與低成本地區做比較（這些地區使用受薪醫生和就實際價值而做獎勵的方式），稱其為"為美國醫學靈魂而戰"。
有一種選擇，是由一群整合後的醫療機構，他們向參加他們網絡的患者收取保費或固定費用，而不是根據提供的單項服務分別收費。這樣可改變，從提供更多服務到提供有效解決問題的模式（就是從提供更多的護理轉變為更有成本效益的護理）。這種整合網絡還會自行購買災難性（極高成本）的醫療保險。

### 醫療事故成本和侵權法改革
批評者認為，由於醫療事故的成本（例如購買保險的成本，和訴訟的成本）巨大，應通過侵權法改革解決。
這些費用到底是多少，仍有爭議。有人認為醫療事故產生的訴訟是導致醫療費用上升的主要因素。在2005年的一項研究，估計這種成本約佔總成本的0.2％，而保險公司WellPoint Inc.在2009年表示"醫療事故責任不是推動保費增長的原因。" 在2006年所做的一項研究發現，在美國，神經內科醫生在理論臨床情況下，所要求的測試比德國同行多，美國醫生之所以會擔心訴訟，原因可能是在美國的教學，都有防禦策略的課程所致。把直接成本和間接成本都算在內，其他研究估計，醫療事故的總成本佔美國醫療總費用的5％至10％。
CBO在2004年的一份報告指出，醫療事故產生的成本佔美國醫療衛生支出的2％，"即使大幅減少"也無法減少醫療衛生支出的增長。CBO在2009年的一份報告中估計，限制醫療事故的訴訟，可在10年內節省約540億美元。一項侵權法改革方案，其中把勝訴賠償金上限定為包括50萬美元的懲罰性賠償，以及25萬美元的"衡平法補救措施"賠償，預計可讓責任保險費降低約 10％。

### 解決醫生和護士數量不足
美國正面臨醫生和護士短缺的局面，預計隨著美國人口的高齡化，情況會進一步惡化，因而抬高他們的服務價格。心臟病專家阿瑟·費爾德曼在《華盛頓郵報》上寫道，各種研究表明美國正面臨"嚴重"的醫生短缺，包括到2010年，估計會短缺1,300名普通外科醫師。
美國家庭醫師學會 預測，到2020年，將短缺40,000名初級醫療醫生（包括家庭醫學科、內科、小兒科和產科/婦科）。自1997年以來，選擇初級醫療專業的醫科學生數量已下降達52％。目前只有2％的醫學院畢業生選擇在初級醫療執業。參議院醫療法案的修正案包含在未來10年中投入20億美元，用於增加2,000名初級醫療醫學和普通外科的新住院醫師的名額。一位醫生在《富比士》雜誌上寫道，這"這種做法充其量只算是貼上一塊小OK繃（邦迪）而已（意謂做法短視，不能根本解決問題）"，他鼓吹為醫科畢業生全額償還就學貸款，並保證在畢業可以就業。
一批內科醫生在2011年5月寫給《紐約時報》的專欄文章中指出，醫學院學生，其中80％以上，畢業時通常會背負平均15.5萬美元的債務。這會驅使一些醫生踏入高薪的專科，而非初級醫療。當了專科醫生，他們會運用昂貴的治療方法來賺錢。要讓醫學院免費入學，每年需要的經費約為25億美元，文章作者估計這金額是美國每年醫療總費用的千分之一。作者認為讓醫學院免費就讀，有助於解決醫生短缺的問題。
在2002年，美國每千人有2.3名醫生，世界排名第52名。德國和法國大約有3.4名醫生，排名在前25名。OECD國家在2008年的平均醫生人數為每千人有3.1名醫生，而美國在當年仍然是2.4名。
美國護士學院協會引用的研究估計，隨著美國人的年齡增長，到 2025年，註冊護士的短缺將達到23萬人，在2007年美國有超過135,000個護士職位空缺。為了跟上市場需求，每年還需要再增加30％的護士畢業生。國際會計審計專業服務集團普華永道的一項研究提出解決護士短缺的幾種策略，包括建立更多的公私合作夥伴關係，聯邦及各州提供贊助款予護理學校的老師與學生，創建健康的工作環境，使用科技作訓練工具，鑑於有日漸增多的資深執業護士提供初級醫療服務功能，因此為他們設計更靈活的功能角色。

## 稅制改革

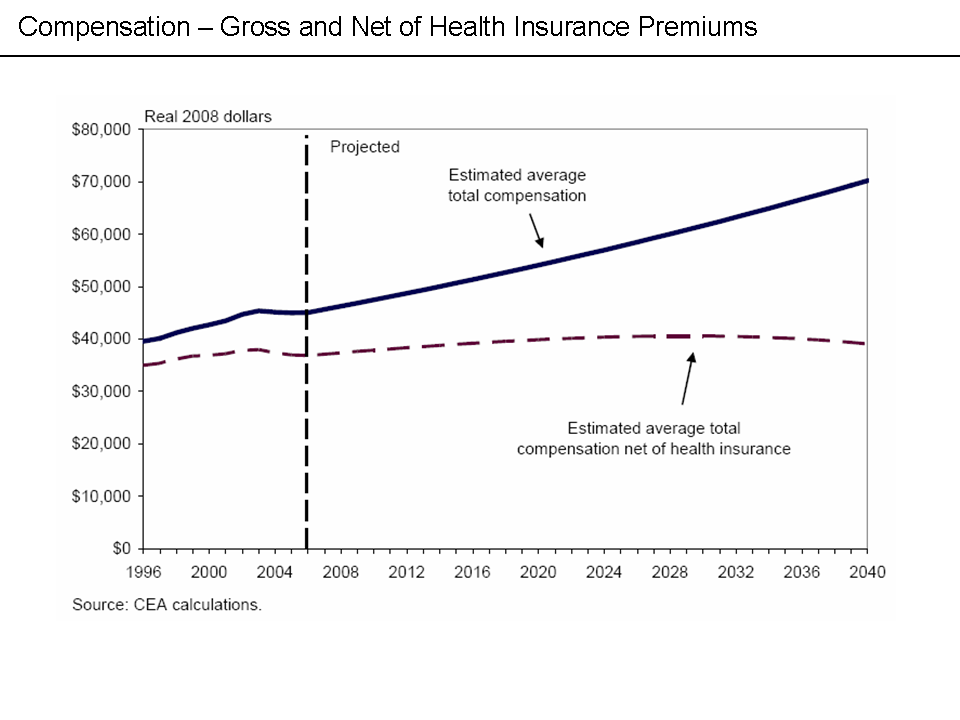
美國雇主為僱員支付的醫療保險費用不斷成長，已經逐漸抵消薪資的成長。

CBO還描述保險費的稅收處理方式如何影響到人們行為：
導致醫療衛生系統效率低下的一個因素是，對醫療保險的成本以及由誰來承擔，尤其是因就業而投保的醫療保險，缺乏明確的規定。雇主為就業者投保醫療保險所支付的款項，以及僱員為醫療保險所支付的款項，均不列為個人所得和薪資所得的扣稅項目。
雖然理論和實際證據都顯示，工人最終會因為支付就業的醫療保險，而薪資減少，但這種成本對許多工人來說不夠明顯。如果透明度提高，並且工人看到因為雇主支付，個人的收入因此減少，以及知道這些費用的用途，可能會引發個人更廣泛的成本意識變化，從而改變對醫療保險的需求。
彼得·辛格在《紐約時報》上寫道，目前未對保險費徵稅，是對私人醫療保險業提供2,000億美元補貼，這種補貼，或許就是這些醫療保險業得以存在的原因。2009年11月，《經濟學人》雜誌估計，在2013年到2014年期間，對雇主提供的醫療保險徵稅（目前免稅）的話，每年將為聯邦增加2,150億美元的稅收。
在美國，雇主提供的醫療保險享有無上限的稅收優惠。OECD認為，這種做法"鼓勵雇主為高階主管購買慷慨的保險計劃，而受惠者幾乎是不用分擔費用，從而加劇道德風險"。消費者希望不受限制地獲得醫療服務；他們也喜歡經由保險或稅收來支付費用，而不是自掏腰包。這兩種需求給醫療衛生帶來成本效益方面的挑戰。一些研究發現，醫療衛生的經費類型與成本控制之間，並沒有一致和系統上的關聯。
一些人提議對高成本的'凱迪拉克保險單'醫療保險計劃徵收"消費稅"。2009年12月發表在《健康事務》上的一項研究發現，高成本的醫療計劃並不能為加入者提供特別高的福利。研究發現，在雇主資助的醫療保險計劃，家庭保險費用變化，僅3.7％是由於保險福利的精算價值差異所致。只有6.1％的差異是由於保險福利設計和計劃類型（例如優選醫療機構保險（PPO），健康維護組織等）的組合所致。雇主本身的行業和醫療衛生費用的地區差異是造成差異的部分原因，但有多數原因尚無法解釋。研究人員所得的結論是"……分析人員不應將高成本計劃與凱迪拉克計劃畫上等號，……如果沒做適當的調整，設定簡單的上限可能會加劇而不是減輕當前的不平等狀況"。
還有人建議對投保者所繳的保費提供稅收補貼，來幫助個人自行購買醫療保險，以提高覆蓋率。研究證實，個人醫療保險市場中的消費者對保費價格敏感。價格敏感性在人群的亞組之間有所不同，在年輕人和低收入者中會更高。但是，研究也顯示，僅靠稅收補貼不可能解決美國那些無保險覆蓋者的問題。

## 政府的行動

### 解決聯邦醫療保險詐欺
GAO把Medicare列為"高風險"的政府保險計劃，因為它容易受到詐欺而做不當付款。對Medicare詐欺或者"不當付款"有不同的估計。OMB局報告說，在2009財務年度，曾發生540億美元的"不當付款"（Medicare 240億美金，Medicaid 180億，聯邦醫療補助優勢（Medicaid Advantage）120億）。這個金額佔 2007年5,730億美元支出的9.4％。
GAO2000年報告說："OMB檢察總長辦公室報告說，1999財務年度，在按服務收費索賠中，有135億美元是不當支付，導致的原因，從疏失到徹底的欺詐和濫用，都有。不到5％對Medicare的報銷會被審核。CBO在2014年10月報告說，很難把政府保險計劃有關的醫療報銷詐欺給量化。CBO報導說："根據DHHS，自2009年以來，HEAT Medicare工作組（ Health Care Fraud Prevention & Enforcement Action Team名詞簡稱，請參考：醫療保險詐欺打擊工作組）已對1,700多名向Mecicare開具55億美元不實帳單的被告提起刑事和民事訴訟。"但是，不實計費只是詐欺手段的一部分，還有很多別的手段未被察覺。
根據CBS新聞報導，針對聯邦醫療保險的詐欺行為，每年估計有600億美元，"已經成為成為美國獲利最豐的犯罪手法之一。"
歐巴馬總統在2010年7月簽署《 2010年消除和追討不當付款法案》，列出要處理總數約1,100億美元，包括Medicare和Medicaid在內的不當付款。總統指示到2012年，每年把這種付款減少5,000萬美元，加總起來少於1,100億元的1％。

### 強制納保
在美國，對於改革醫療衛生系統，通常的建議是去改革或者重組私人保險市場。改革醫療保險市場，可增加美國人的保險覆蓋率，但不太可能大幅降低費用增長率。在考慮做醫療保險市場改革，必須認真思考基本保險原則，才能避免意想不到的後果，並確保改革後的制度能長久存在。根據城市研究所所作的一項研究，如果沒適當的安全措施，用系統的方法去做，改革可能會引起更多問題，而非解決問題。
由於美國大多數擁有私人醫療保險者，都是通過雇主贊助的醫療保險計劃額外獲得，因此許多人建議雇主應該"無論如何，都要為僱員付錢（pay or play）"，以增加醫療保險覆蓋率（即，如果雇主不提供醫療保險覆蓋，就必須繳稅）。但是研究顯示，目前的"無論如何，都要為僱員付錢"提議為在職窮人增加保險覆蓋的力道不足。這些提議並未把小型公司包括在內，同時無法把能享受其他形式保險的個人和不能享受的人區分開來，同時卻增加雇主的整體薪資成本。
2009年10月，《華爾街日報》報導說，雖然購買醫療保險是參眾兩院提案的重點，但強制投保"受到政界兩端的抨擊，有些自由主義者表示，對拒絕投保者的處罰太嚴厲。保守派人士則譴責整個強制納保的概念。" 但是，根據這篇文章，"醫療保險專家……說，這種強制是有道理的。"改革提案裡面禁止醫療保險公司對有既有身體狀況的人拒保。保險公司表示，為了避免全體保費上漲，健康的人有必要加入保險資金池，用來平衡醫療費用較高的人所產生的成本。
加圖研究所反對強制個人購買保險，說麻薩諸塞州的保險成本增加，是因為法律強迫每個人都要買保險："保費增長速度比全國平均水準快21％至46％，部分原因是麻薩諸塞州的個人強制投保實際上已讓PPACA變得不合法。" 他們說，"這項強制賦予政客大權，來決定每個美國人的醫療保險計劃的內容，而醫療服務機構則不可避免地要掌握和使用這種權力，來提高保險涵蓋"，並說，在強制投保頒布後的頭三年中，醫療服務機構成功促使立法者增加16個強制福利計劃。
他們還說，麻薩諸塞州法律禁止運用既有健康狀況做定價的條件，"進一步讓年輕人和健康者的保費提高"，由於逆向選擇的因素，導致廣泛的醫療保險計劃退出市場。他們的結論是："影響最強的條款……是強制執行醫療保險的 '個人強制納保條款'。麻薩諸塞州的情況顯示，這項條款會把幾百萬人從低成本的醫療保險計劃趕出去，迫使他們支付更高的保費。" 
CBO在1994年提出強制納保的建議時，寫道：要求所有人購買醫療保險，是聯邦政府前所未有的做法。政府未曾要求人們購買任何商品或服務，作為他們在美國合法居留的條件。”聯邦的強制納保要求是否符合憲法，也意見分歧，各州反對聯邦強制納保的提案可能會導致訴訟和拖延。
2012年6月28日，美國最高法院維持個人強制納保條款符合憲法規定。

### 醫療衛生配給
歐巴馬總統聲稱，美國醫療衛生老早就根據人民收入、就業類型、和已存在的身體狀況，做了配給。他說，由於已存在的身體狀況，數百萬的美國人被拒保，或必須承受更高的保費。
彼得·辛格（Peter Singer）和大衛·萊昂哈特兩位分別指出，醫療衛生配給不是一種選擇，而是一種經濟上的必要。所有醫療衛生資源都屬有限，必須以某種方式分配。問題是哪種是最明智的做法。
前共和黨籍商務部長彼得·喬治·彼得森也表示，考慮到美國的財政狀況和數兆美元尚無經費著落的聯邦醫療保險債務，某種形式的配給勢不可避免，但值得去做。他估 25–33％的醫療衛生服務是為那些在生命已剩最後幾個月或最長一年的人所提供，他主張醫療對這些人的生活品質無法改善時，應該設定費用限制。為對政府的醫療衛生支出制定預算，他還建議設下人民醫療支出的上限和現收現付的規則，並用增加稅收來支應任何增加的費用。他表示，增加稅收和削減開支要雙管齊下。所有這些問題將由一個財政改革委員會的主持下來解決。

## 善用醫療衛生科技

### 病歷數位化
CBO的結論是，充分利用衛生資訊科技可顯著減少總體支出，大幅提高服務品質，前提是得把各項醫療衛生系統作整合。系統未整合，就無法達到節約的目的。

### 治療資料庫
衛生資訊科技可應用在創建記錄中心，或者是數據庫，把施用的治療方式與所得結果做連結。這樣就可以確定有用的療法，避免使用不管用的療法，達到降低成本的目的。

### 支付系統改革
支付系統指的是對醫療服務所做的計費和支付事項，不同於其他醫療服務的系統。在美國，有1,300多家醫療保險公司，他們採用不同的形式和流程來做計費和報銷，導致醫療機構（主要是醫生和醫院）必須負擔處理這種龐大工作的成本。例如，克利夫蘭診所已經算是一種低成本，最佳實踐的醫院系統，仍需僱用1,400名記帳員，為2,000名醫生提供支援。
此外，保險公司又有自己的間接人員成本，這其中的大部分可以通過單一支付者系統來消除。經濟學家保羅·克魯曼在2005年估計，從目前的私人保險系統轉換為單一支付者系統，每年可節省2,000億美元，主要是從消除保險公司的間接人員成本而來。有倡導組織估計，2009年及以後每年可節省高達4,000億美元的成本。
支持醫療衛生改革的人士認為，轉到單一支付者系統，可以把當前美國數百家保險公司花費在間接人員的管理費，用作提供全民醫療衛生的經費。哈佛醫學院和加拿大健康信息研究所經常引用的一項研究指出，美國約31％的醫療衛生費用（每年人均超過1,000美元）是用在醫療保衛生的行政管理上面。另有其他估計的則沒那麼高。一項關於帳單和保險相關成本（ billing and insurance-related，簡稱BIR）的研究發現，這些成本不僅花費在保險公司，也花費在醫生和醫院身上。在加利福尼亞州，保險公司，醫生和醫院的BIR佔當地私人保險急性病症治療支出的20-22％ 。
支持單一支付者系統的人士中，有一個支持全民醫療衛生計劃醫生團體（PNHP），這個組織的會員約有17,000名美國醫師，醫學生和醫療專業人員。

### 降低掃描成像成本
在2009年，Medicare在醫學掃描成像上的花費是117億美元，例如[[X射線電腦斷層掃描|CT掃描}}和核磁共振成像（MRI）。從 2005年到2009年之間，掃描成像的使用量每年增長14％，但由於激勵措施被改變，和使用程度已達飽和，增長速度有所放緩。最初，過分要求的患者堅持要做掃描。如果被拒絕，醫生們會擔心會產生醫療事故訴訟；同時醫生和醫院也想做到收益最大化。一項研究顯示，把激勵措施做改變，有機會降低成本的增長。從2006年到2010年之間，利用到醫療保險，超過1,000美元自負額的，所佔比例從10％增加到27％。自付費用的增加會讓患者和醫生更加關注成本。此外，事前告知，提高患者共付額，和對於報銷加以限制，這些因素相結合，也會促使成本增長放緩。

## 動機

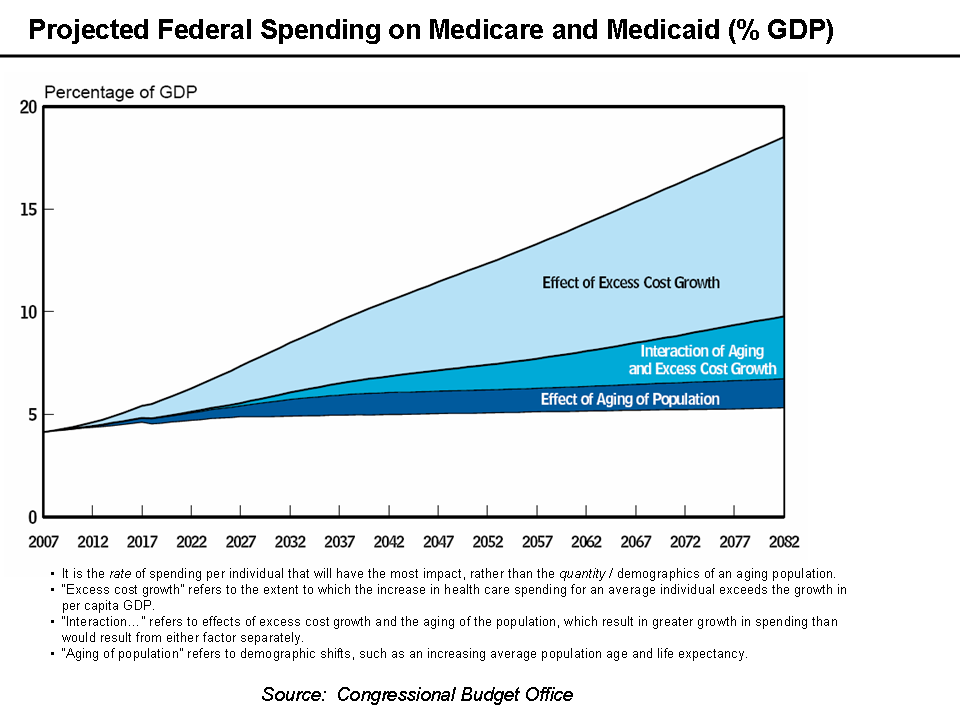
美國Medicare和Medicaid在GDP的佔比（資料來源CBO）。

研究各國的醫療系統，會發現美國的人均支出高於其他的富裕國家，但在各項健康指標上卻比人家落後，顯示效率低下和浪費的存在。此外，美國由於人口高齡化，以及社會保險計劃中的Medicare和Medicaid（其中Medicare為老年貧困者提供免費的長期護理）兩項，存在嚴重的保險覆蓋不足，和即將償還，卻無經費來源的負債。這些財政和人的問題，所產生的衝擊，是改革建議被提出的基本動機。

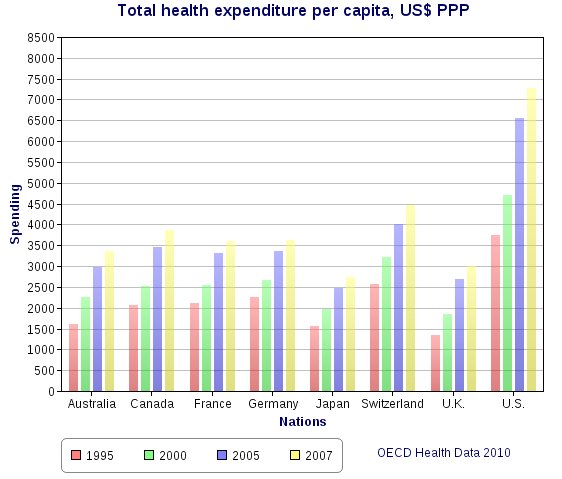
人均醫療衛生支出（以經過購買力平價指數調整的美元表示），在第一世界各國間的比較。

根據世界銀行在2009年的統計資料，美國的醫療衛生費用和國內GDP比較，佔比是世界第一，但仍然估計有5,020萬公民（約佔2011年 9月3.12億人口中的15.6％）沒有醫療保險覆蓋。2010年3月，億萬富翁沃倫·巴菲特說，美國公司為員工支付的高昂醫療衛生費用，讓這些公司處於競爭劣勢。

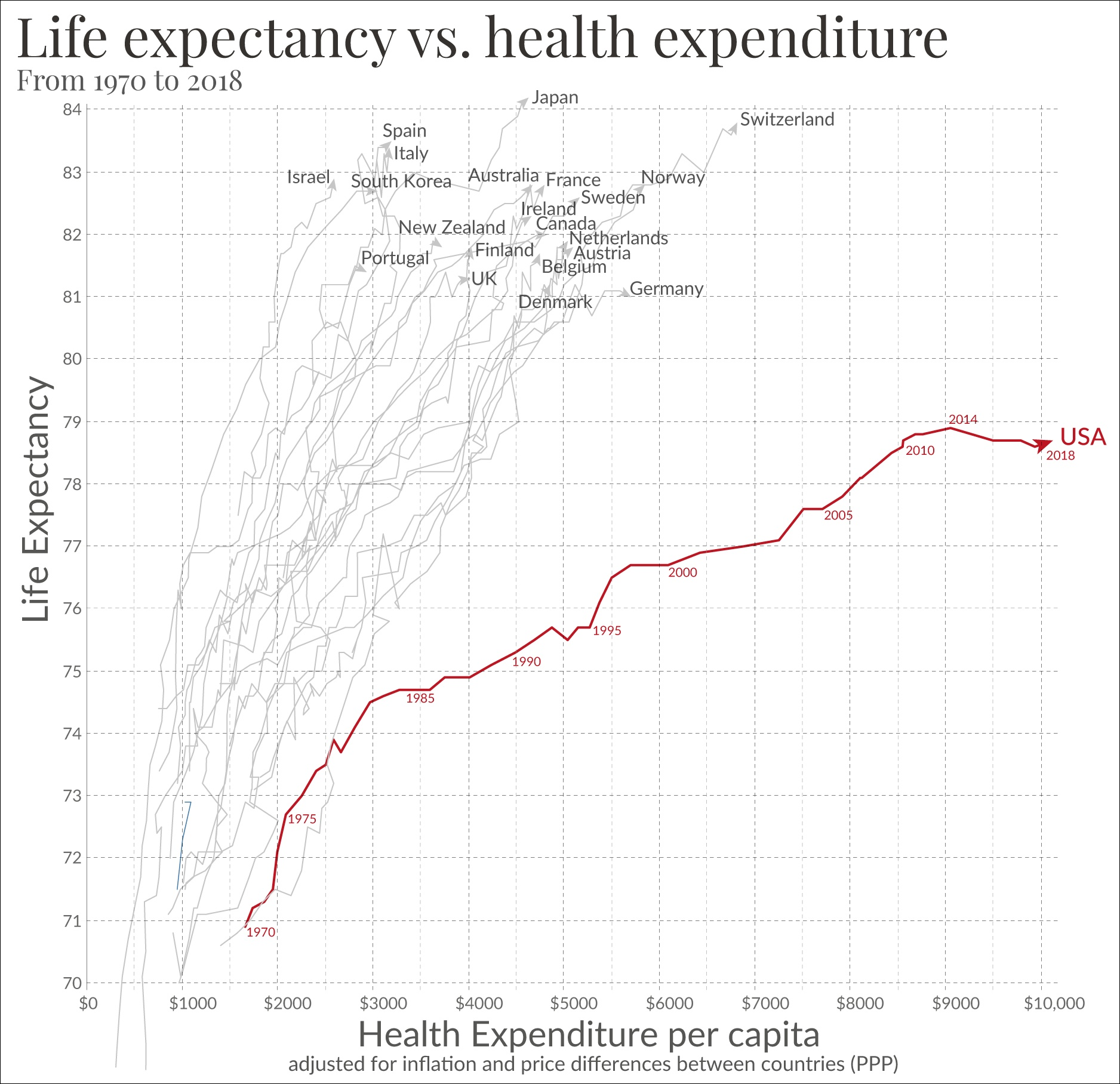
1970年到2008年，美國及其他19個GDP排名在前的國家，人民預期壽命和對應人均醫療衛生支出圖表。

此外，估計美國有7,700萬嬰兒潮時期出生的人即將退休，這批人每年醫療衛生費用會大幅增加，會對美國各州和聯邦政府產生巨大的預算壓力。 特別是在Medicare和Dedicaid的支出方面。因此要維持聯邦政府的財政長期健康，就必須對醫療衛生費用有妥善的控制，才有機會達成。

### 保險成本及取得
另外在美國，提供醫療保險的雇主人數在下降，而雇主支付的醫療保險費用迅速上升中：根據凱撒家庭基金會所做的研究顯示，2001年到2007年，覆蓋家庭的醫療保險費增長78％，而薪資增長19％，物價上漲17％。私人醫療保險的覆蓋範圍差異很大。聯邦基金會在《健康事務》雜誌上發表的研究，估計在2003年，美國有1,600萬成年人的保險不足。與擁有足夠保險的人相比，保險不足的人選擇放棄醫療保險的可能性高、因為沒錢，而宣告無力支付醫療費用、並且在購買處方藥的保險覆蓋方面也不足。這份研究發現，保險不足對低收入人群影響尤為嚴重–研究中，保險不足的人，有73％的年度收入低於聯邦貧窮線的200％。
然而，凱撒家庭基金會在2008年發表的研究發現，在2007年，典型的大型雇主的優選選醫療機構保險（PPO）計劃，比《聯邦醫療保險》，或者《聯邦僱員健康福利計劃標準方案中的標準選項》更為慷慨。衛生事務雜誌對於美國人在醫療保險覆蓋範圍不一致的後果，有個結論-有一半的個人破產都和醫療費用有關，但其他資訊來源對此結論提出質疑。
不足的醫療保險會危害到健康。2009年哈佛大學一份研究發表在《美國公共衛生雜誌》說，由於缺乏醫療保險，美國每年有超過44,800例的超額死亡。更廣泛的說，根據1997年的一份分析，美國因缺乏醫療衛生服務而死亡的總人數（無論有保險或無保險）每年約有100,000人。一項針對麻薩諸塞州全民醫療衛生法（於2006年生效）的影響的研究發現，在20歲到64歲年齡層的人們，死亡率下降3％，而每830名有保險的人中有1人死亡。其他研究，像2008年俄勒岡州對低收入者做Medicaid隨機對照試驗，結果是未發現死亡率有變化。
保險的成本一直是促使美國醫療體系改革建議被提出的主要動力，對於保險費用高的原因，有許多不同的解釋被提出，也有許多矯正方式被提出。另外的批評和動機是針對醫療產業綜合體的發展。這與醫療衛生改革的道德觀點有關，醫療衛生被架構成一種社會利益，因為人們的經濟地位而被剝奪這項利益，在根本上是不符合道德標準的。針對醫療產業綜合體而做的醫療改革，背後的動機源自社會不平等，這個產業只提倡醫療，而非促進預防醫學。
醫療產業綜合體由醫療保險公司，製藥公司等網絡所構成，在複雜的美國醫療保險市場運作，他們與政府之間的界限不好把握。同樣，對醫療保險產業在資本主義，自由市場模式下經營的批評還包括，他們為維持這個綜合體的繁榮，僅提倡醫療方案，而非預防醫學方案。基於市場競爭的醫療保險論點，還包括強調完全競爭的格羅斯曼醫療保險需求模型，但有人對此的批評是，這基本上就意味著經濟力越高的人，就可獲得更高品質的醫療衛生服務。
無醫療保險人口比率
另一個問題是美國無醫療保險人口的比率。2014年6月，蓋洛普做了一項調查，發現無保險人口比率正在下降。2014年，美國有 13.4％的成年人沒有保險。這比在2014年1月的17.1％有所下降，這表示約有1,000萬至1,100萬人獲得保險。對主要人口群體的調查，發現每個人口群體都有進展。但是，在所有群體中，無保險比率最高的拉丁裔美國人的進展卻呈滯後。新的醫療衛生改革，預計拉丁裔美國人將成為新法的主要受益者。蓋洛普發現無保險率下降幅度最大（2.8%）的群體是年收入不足36,000美元的家庭。

### 浪費和詐欺
2011年12月，即將離任的CMS主管Donald Berwick博士表示，醫療支出中有20％至30％被浪費掉。他列舉造成浪費的五個原因：（1）對患者過度治療；（2）無法在各級護理之間做協調；（3）複雜的管理系統；（4）繁瑣的規則；（5）詐欺。
在美國的醫療衛生支出中，估計有3％至10％是詐欺性的報銷。 2011年，Medicare和Medicaid共支付650億美元的不當付款（包括錯誤支付和詐欺性支付）。政府為減少欺詐所做的包括：美國司法部和聯邦調查局在2012年追回42億美元的詐欺性付款；《PPACA》對詐欺訂立更長期的監禁刑罰；以及組織資深國民醫療保險巡邏隊（經過培訓的志願者，負責辨識和報告詐欺行為）協助檢舉。

## 國際間比較
由國際性醫療保險公司主管所組成的“國際衛生計劃聯盟”（ International Federation of Health Plans）對各國藥品，器械和醫療服務成本所做的年度比較。2013年的報告，在23個類別中，有22個類別的費用，美國比其他國家的高。例如，在美國，髖關節換置手術的平均成本為40,364美元，其他國家/地區從3,365美元（阿根廷）到27,810美元（澳大利亞）不等。MRI掃描的平均價格為：美國1,121美元，而法國為280美元。有差異的原因是由於服務的單位價格較高，而不是使用量大。在其他國家，政府在制定價格時會採取有力的干預措施。在加拿大和英國等國，價格由政府制定。在其他國家（例如德國和日本），由醫療機構和保險公司協商制定，協商不成時，政府則介入以完成制定。

## 其他議題

### 處方藥進口
{{further美國處方藥價格}}
國會中支持藥品進口人士認為，美國公司在海外製造的藥品得進口到美國，讓消費者享受到較便宜的價格。藥品製造商認為，某些國家會對藥品做價格控制，他們利用出口到美國時，收取高價來做彌補。白宮發言人羅伯特·吉布斯說歐巴馬總統對藥品進口表示支持，前提是藥品安全問題能夠解決。這是因為在國外生產的藥品，所遵循的標準可能與美國的不同。據彭博社報導，製藥商於2009年6月同意在10年內捐款達800億美元，主要用於幫助老年人購買藥品，以換取不進口國外藥品的協議，免得美國藥廠的利潤被侵蝕。

## 外部連結
- Time Magazine-Steven Brill-Why Medical Bills Are Killing Us-February 2013
- Centers for Medicare and Medicaid Services-National Health Expenditure Data-2012 （页面存档备份，存于）
- Slate's online guide to the health care reform bill. – By Timothy Noah （页面存档备份，存于）
- Washington Post's Ezra Klein on Health Reform （页面存档备份，存于）
- Mark Merlis, "Individual Mandate: Congress is now weighing different versions of a requirement that individuals obtain health insurance," （页面存档备份，存于） Health Affairs（英语：Health Affairs） Policy Brief, January 13, 2010.
- Susan Jaffe, "Public Health Insurance Plan: Should some uninsured Americans be able to enroll in a newly created, publicly administered health plan as the nation works to expand health insurance coverage?" （页面存档备份，存于） Health Affairs（英语：Health Affairs） Policy Brief, November 10, 2009.
- Susan Jaffe, "Health Insurance Reforms: Should there be a new federal law and regulations to broaden coverage and make the market work better for individuals and small businesses?" （页面存档备份，存于） Health Affairs（英语：Health Affairs） Policy Brief, October 21, 2009.
- Susan Jaffe, "Key Issues in Health Reform: The federal government’s role in financing and delivering health care; Lowering the rate of growth of Medicare spending; Advance care planning for serious illness," （页面存档备份，存于） Health Affairs（英语：Health Affairs） Policy Brief, August 20, 2009.
- President Barack Obama, President's Proposal Summary – February 2010
- CBO-Key Issues in Analyzing Major Health Insurance Proposals-December 2008 （页面存档备份，存于）